# Futuna (Vanuatu)
Futuna es una isla en la provincia de Tafea en Vanuatu. Es la isla más oriental del país. Fue formada por la elevación de un volcán submarino, cuya última erupción fue en el Pleistoceno, hace al menos 11.000 años. Alcanza una altura de 666 m. A veces es llamada West Futuna para distinguirla de la isla de Futuna de Wallis y Futuna, en la Polinesia Francesa.

## Población
Posee una población de 526 habitantes de acuerdo al censo de 2009. Hay 5 aldeas en la isla de Futuna:
- Iasoa
- Ipao
- Matin'gi
- Napoua
- Mohoun'gha

La aldea principal es Imounga, en el noroeste. Ipao, en el noreste, está justo al oeste del aeropuerto. La isla tiene diez regiones: Iraro, Itapapa, Itapasiesi, Matangi, Matowei, Nabao, Nariari, Rakaoroa, Serinao, y Tchinaroa.